# Derežani
Derežani is een plaats in de gemeente Ivanić-Grad in de Kroatische provincie Zagreb. De plaats telt 245 inwoners (2001).